# Bryohumbertia filifolia
Bryohumbertia filifolia là một loài Rêu trong họ Dicranaceae. Loài này được (Hornsch.) J.-P. Frahm mô tả khoa học đầu tiên năm 1982.